# Cena Celestýna Opitze
Cena Celestýna Opitze je ocenění udělované za vzor v péči o nemocné a jinak potřebné (za příkladnou práci v oblasti zdravotnictví a sociálních služeb, hospitalitu). Cenu každoročně uděluje řád milosrdných bratří (Hospitálský řád sv. Jana z Boha) v České republice, a to vždy v druhé polovině roku v pražském kostele sv. Šimona a Judy u Nemocnice Na Františku v Praze. První předání cen proběhlo v roce 2010 ke 200. výročí narození Celestýna Opitze. 

## MUDr. Celestýn Opitz
Název ocenění nese po milosrdném bratru MUDr. Celestýnu Opitzovi, který v roce 1847 v pražské Nemocnici Na Františku (tehdejší nemocnici milosrdných bratří) provedl první operaci v narkóze. Ušetřil tak své pacienty mnohdy nesnesitelných bolestí. Díky němu se dnes mohou provádět operace, které do té doby byly naprosto nemyslitelné. Nejen pro milosrdné bratry se tak stal vzorem přístupu k nemocnému ve snaze o ulehčení od bolesti, hledání inovativních řešení a pokroku lékařské vědy a ošetřovatelství.

## Nominace a výběr laureátů
Nominaci může provést kdokoliv, kdo ve svém okolí má anebo zná někoho, kdo by si za svoji službu nemocným a jakkoli jinak potřebným zasloužil uznání a ocenění. Cena není limitovaná místem ani formou či oborem působnosti (medicína, ošetřovatelství, jakákoli jiná forma služby druhým lidem).
Pro nominaci stačí kontaktovat odbornou komisi (viz webové stránky řádu milosrdných bratří).
Odbornou komisi tvoří Br. Martin Richard Macek, OH, představený řádu milosrdných bratří v ČR a na Slovensku a převor brněnského konventu, Br. Michael Petr Malý, OH, milosrdný bratr, JUDr. Petr Smejkal, právní zástupce řádu milosrdných bratří, a Bc. Vít Pospíchal, MPA, sekretář představeného řádu milosrdných bratří.   

## Laureáti
2010
- P. Vojtěch Václav Málek, OH
- Br. Ladislav Josef Kronich, OH

Oba laureáti byli oceněni za celoživotní dílo při naplňování hospitality a věrnost řádu milosrdných bratří nejen v době pronásledování církve.
2011
- Br. Oswald Edstadler, OH – in memoriam – za zásluhy o obnovu působení řádu ve střední Evropě po pádu komunismu a výchovu mladé generace řeholníků
- MUDr. Jiří Flégl – in memoriam – za zásluhy o vybudování první církevní nemocnice v ČR po revoluci v roce 1989, Nemocnice Milosrdných bratří ve Vizovicích, a celoživotní úsilí v práci v duchu hospitality
- MUDr. Josef Drbal – za nasazení při záchraně fungování Nemocnice Milosrdných bratří v Brně v době krize stávkujících lékařů a celoživotní přínos společnosti ve službě nemocným

2012
- Jaromíra Machovcová – za pečlivou, dlouholetou a nepřetržitou službu u lůžka těžce nemocného kněze P. Filipa M. A. Stajnera
- P. František Lízna, SJ – za celoživotní postoj k péči o nemocné a sociálně slabé, za příkladnou a obětavou práci s chudými a s lidmi na okraji společnosti

2013
- Alexander Kálnoky – za dlouholetou a nezištnou podporu nemocnice v Letovicích, kterou rok Kálnoky založil v roce 1950
- MUDr. Milan Zbořil – za celoživotní vzornou práci u nemocných, zvláště v dobách komunistického pronásledování církve

2014
- Marie Ovesná – za příkladné vedení rodiny a obětavé přijetí potřebných a nemocných
- Mgr. Petr Hruška, Th.D. – za příkladnou práci faráře v chebské farnosti, za motivaci farníků ve službě nemocným, starým, sociálně slabým a potřebným, za iniciativu a zásluhu ve vzniku mobilního Hospice sv. Jiří
- Br. Patrick Nshamdze, Br. Georges Combey, s. Chantal Pascaline, P. Miguel Pajares a spolupracovníci Nemocnice sv. Josefa v Monrovii (Libérie) – in memoriam
- P. Manuel Garcia Viejo a spolupracovníci Nemocnice sv. Jana z Boha v Lunsar (Sierra Leone) – in memoriam

Poslední dvě ocenění in memoriam za nasazení sil a života v boji s epidemií eboly v zemích západní Afriky.
2015
- P. Marián Kuffa – za práci s nemocnými, postiženými, chudými a s lidmi na okraji společnosti, za dílo vybudované v podtatranské obci Žakovce
- Česká nemocnice sv. Karla Lwangy v Ugandě – za službu nemocným a chudým

2016
- Aleš Bárta – za iniciativu při založení, rozvoji a fungování české nemocnice v Itibo (Keňa)
- Anna Tisovská – za mnohaletou a nepřetržitou péči o svého syna Marcela upoutaného na lůžko
- Ing. Martin Dvořák – za humanitární a rozvojovou činnost v Kosovu a Iráku, a za celoživotní postoj vůči službě lidem a společnosti

2017
- P. Jan Palacký – za celoživotní působení v kněžské službě a lékařskou a ošetřovatelskou pomoc lidem v misijních oblastech
- PhDr. Martin Loučka, PhD. – za aktivity pro zlepšování situace v poskytování paliativní péče v ČR prostřednictvím Centra paliativní péče, které založil
- Milan Dzuriak – za příklad společnosti, kdy navzdory své bolestivé nemoci vyráží na pěší a cyklistické výpravy, aby získal peníze na plnění snů nemocných dětí

2018
- Rev. Bernard Oringa Balmoi – za obětavou službu lidem trpícím v Jižním Súdánu, budování zdravotního a sociálního systému ve svěřené diecézi v Toritu a především šíření naděje na vyřešení dlouhotrvajícího konfliktu
- MUDr. Tomáš Šebek – lékař „bez hranic“, za obětavou službu lidem nemocným v oblastech světa postižených válečnými konflikty a jinými katastrofami a příkladnou práci lékaře
- Klementina Kubičíková – za dílo pomoci dětem s postižením, poskytnutí možnosti vzdělávání a pomoc při směřování života těchto dětí
- TV Noe – za zprostředkovávání nejen dobrých zpráv a poskytování duchovních služeb lidem nemocným, upoutaným na lůžko

2019
- S.M. Benedikta Vojtěška Bartoňová – za obětavou péči o nemocné a umírající, jejich rodiny a blízké
- MUDr. Soňa Míčková – za nezištnou službu řeholníkům a kněžím nejen v době komunismu
- Mgr. Václav Polášek – za dlouholeté vedení Sjednocené organizace nevidomých a slabozrakých a za jeho aktivity, které jsou ve prospěch a ku pomoci nevidomým a slabozrakým v České republice
- MUDr. Edib Jaganjac – za celoživotní službu lékaře, a zvláště za obětavé nasazení všech svých sil v sarajevské nemocnici v 90. letech během tamní války

2020 (uděleny až v roce 2021 kvůli pandemii covidu-19)
- MUDr. Radka Šafářová – za vzornou lékařskou službu nemocným nejen v Nemocnici Milosrdných sester sv. Karla Boromejského v Praze a za snahu o zachování důstojnosti lidského života i v jeho posledních fázích
- Sr. Mgr. Pavla Martínková – za své inspirující působení a život na poli hospitality v řeholi sv. Vincence de Paul, zvláště v duchovní službě nemocným v Kroměřížské nemocnici
- JUDr. Michal Tinák – za příkladné vedení a správu projektů řádu milosrdných bratří na Slovensku, zvláště pak Univerzitní nemocnice Milosrdných bratří v Bratislavě či Domova sv. Jana z Boha poskytující útočiště a pomoc lidem bez domova

2021
- Bohuslava Nunvářová – za příkladnou a inspirující službu jako dobrovolník u nemocných ve Fakultní nemocnici v Hradci Králové či v Diecézním centru pro seniory
- Markéta Lorencová – za podíl na zrodu dětského paliativního týmu při FN Motol a záslužnou práci pro Červený kříž, ale hlavně za pěstounskou péči o nemocnou holčičku Sáru, poskytnutí domova a lásky, a radostných čtyř let života navíc
- Doc. MUDr. Rastislav Maďar, PhD., MBA, FRCPS – za zásluhy na rozvoji lékařské vědy, aktivní činnost při rozvoji zdravotnictví v zemích třetího světa, a za obětavé a vysoce profesionální působení v týmu Ministerstva zdravotnictví ČR při boji s pandemií covidu-19

2022
- ThLic. Václav Tomiczek, PhD. – za působení ve Fakultní nemocnici Ostrava na pozici nemocničního kaplana především při paliativní péči a v místním krizovém týmu
- Eva a Zdeněk Stráníkovi – za celoživotní věrnost lékařské profesi a zachování morálních hodnot, a to i v době komunistických persekucí; za přijetí a výchovu 7 adoptovaných dětí
- Bc. Josef Vlach a IQ Roma servis z.s. – za úsilí o důstojné postavení Romů a Romek ve společnosti; za obětavé nasazení při řešení situace stovek romských uprchlíků v Česku kvůli ruské agresi na Ukrajině

2023
- Emilie Vallová – za pomoc tisícům především ochrnutých dětí prostřednictvím Vojtovy metody
- Medici na ulici, z.s. – za obětavou pomoc lidem bez domova při řešení jejich zdravotních problémů

2024
- Marie Goretti Dřímalová SCSC, řeholní sestra a nemocniční kaplanka, za své celoživotní působení, ve kterém dokazuje, jak vlídné slovo a radostná tvář mohou proměňovat lidské životy v nemoci a umírání
- Petr Matějec jako koordinátor Charitní záchranné sítě Diecézní charity Brno za neúnavnou sloužbu lidem, kterým jejich zdravotní stav či jinak ohrožující životní situace neumožňuje využívat ubytovny, noclehárny, azylové domy, nemocnice či obdobná zařízení
- Linka Pomoci Matky Terezy koordinovaná Eliškou Šustekovou, která v jižních Čechách v non-stop režimu a na dobrovolnické bázi zprostředkovává služby katolického kněze nemocným a všem jakkoliv potřebným
- P. Jan Zachoval (in memoriam), kněz a nemocniční kaplan, za celoživotní snahu působit ve prospěch druhých, duchovní službu poskytovanou v brněnských nemocnicích a rajhradském hospici